# Paranemastoma ios
Paranemastoma ios is een hooiwagen uit de familie aardhooiwagens (Nemastomatidae). De originele naamcombinatie (protoniem) was Nemastoma ios Roewer, 1917. Een volgende naamrecombinatie werd gepubliceerd als Paranemastoma ios (Roewer, 1917) in Schönhofer 2013.